# Marshall County, Mississippi
Marshall County är ett administrativt område i delstaten Mississippi, USA, med 37 144 invånare. Den administrativa huvudorten (county seat) är Holly Springs. 

## Geografi
Enligt United States Census Bureau så har countyt en total area på 1 838 km². 1 829 km² av den arean är land och 9 km² är vatten. 

### Angränsande countyn
- Fayette County, Tennessee - nord
- Benton County - öst
- Union County - sydost
- Lafayette County - syd
- Tate County - sydväst
- DeSoto County - väst
- Shelby County, Tennessee - nordväst